# Fit for a King
Fit for a King, також відомі як FFAK, — американський металкор-гурт з Далласа, Техас, заснований 2007 року. До складу гурту входять гітаристи Боббі Лінг і Деніел Гейлі, вокаліст Раян Кірбі, басист Раян «Так» О'Лірі та барабанщик Трей Селайя.
Вони випустили два незалежних мініальбоми під назвою Fit for a King у 2008 році та Awaken the Vesper у 2009 році. Вони також випустили один незалежний альбом, Descendants, у 2011 році. Після того як гурт підписав контракт із Solid State Records, вони випустили шість студійних альбомів на цьому лейблі: Creation/Destruction (2013), Slave to Nothing (2014), Deathgrip (2016), Dark Skies (2018), The Path (2020) і The Hell We Create, який вийшов 28 жовтня 2022 року. Крім того, у 2013 році лейбл випустив скорочену версію дебютного студійного альбому.

## Історія

### Діяльність без лейблу (2007—2012)
Гурт Fit for a King створили в Далласі, штат Техас, 2007 року Джаред Істерлінг, Аарон Декур, Джастін Джуно, Джаред Мак-Феррон, Алекс Денфорт і Джед Мак-Ніл. Гурт виступав на місцевому та регіональному рівнях і випустив два мініальбоми на початку кар'єри. У 2009 році гурт вирішив розпочати гастрольну діяльність, через що Мак-Нейл і Мак-Феррон залишили гурт, щоб продовжити навчання. Раян Кірбі з гурту Bodies Awake (розташований у Форт-Ворті) приєднався до гурту у 2010 році, щоб замінити Мейсона Вілсона, який нещодавно замінив Денфорта на посаді фронтмена. Учасник гурту Кірбі Bodies Awake Боббі Лінг приєднався до гурту на гітарі. У 2011 році гурт записав перший самостійний дебютний студійний альбом Descendants. З випуском кліпу «Ancient Waters» гурт почав здобувати прихильників. Басист Декур залишив гурт у 2011 році, щоб продовжити кар'єру в правоохоронних органах, і його замінив Аарон Кадура, який також виконав чистий вокал разом з Істерлінгом.

### Solid State Records (з 2012)
У липні 2012 року гурт підписав контракт із Solid State Records. Вони випустили другий студійний альбом Creation/Destruction 12 березня 2013 року, який також став їх першим альбомом на цьому лейблі. За перший тиждень продажів альбом розійшовся тиражем понад 3100 копій. У чарті Billboard альбом Creation/Destruction посів 175-те місце, 17-те в чарті християнських альбомів і 6-те в чарті Hard Rock Albums.
У 2013 році гурт випустив скорочену версію незалежного дебютного студійного альбому Descendants, яка вийшла 25 листопада 2013 року. Billboard розмістив Descendants на 38 місці в чарті християнських альбомів і на 8 місці в чарті альбомів Heatseekers.
Третій студійний альбом гурту, Slave to Nothing, вийшов 14 жовтня 2014 року разом із трьома синглами, включаючи «Slave to Nothing» за участю Метті Монтгомері з For Today. 7 жовтня 2016 року гурт випустив свій четвертий студійний альбом Deathgrip.
Гурт анонсував п'ятий студійний альбом Dark Skies, який вийшов 14 вересня 2018 року. З цим оголошенням гурт також випустив перший сингл «Tower of Pain» 1 червня 2018 року. За цим синглом слідували ще чотири: «The Price of Agony», «Backbreaker», «When Everything Means Nothing» і «Oblivion».

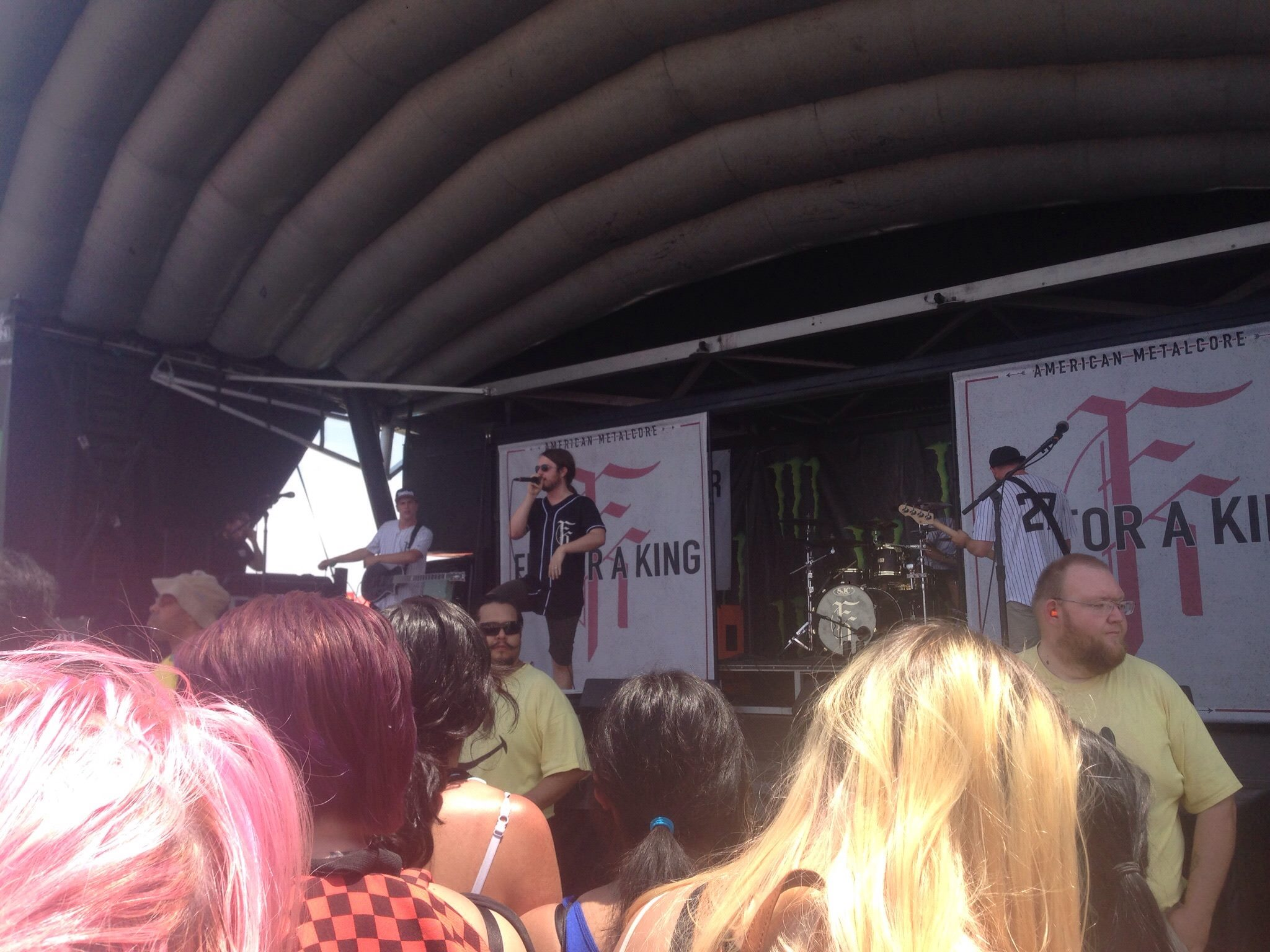
Виступ Fit for a King на Warped Tour 2015 у Месі, штат Арізона

30 вересня 2018 року Боббі Ліндж оголосив, що візьме перерву в гастролях і частково розійдеться з гуртом на хороших умовах, посилаючись на необхідність побути з сім'єю і зацікавленість у нових бізнес-проєктах. Однак Ліндж каже, що він все ще буде залучений до процесу написання наступного альбому гурту і не виключає, що знову відправиться в турне з колективом.
13 березня 2020 року гурт представив новий сингл під назвою «Breaking the Mirror» разом із супровідним лірик-відео. 14 травня, після оприлюднення деяких творів мистецтва за кілька днів до цього, гурт оголосив про несподіване співробітництво з We Came as Romans під час пандемії COVID-19. Співпраця включала участь вокалістів обох гуртів у перероблених версіях їхніх останніх треків, і обидва гурти також випустять обмежену серію сувенірів для просування співпраці.
8 липня гурт оголосив, що шостий студійний альбом The Path вийде 18 вересня 2020 року. 10 липня гурт випустив другий сингл «God of Fire» за участю Ріо Кіношіти з Crystal Lake. 6 серпня гурт випустив третій сингл «Locked (In My Head)».
25 серпня гурт оголосив у своїх акаунтах у соціальних мережах, що четвертий і останній сингл під назвою «Annihilation» вийде 28 серпня. Того дня, за три тижні до виходу альбому, гурт випустив сингл. 18 вересня, у день виходу альбому, гурт випустив кліп на заголовну пісню. 9 квітня 2021 року гурт оприлюднив ще одну нову версію своїх останніх треків із гуртом Silent Planet. 16 липня вони випустили спільний мініальбом Guardians of the Path з August Burns Red. 3 грудня було оголошено, що барабанщик-засновник Джаред Істерлінг покинув гурт на користь гурту Кое Ветцеля. Пізніше було оголошено, що Трей Селайя з Invent Animate став новим барабанщиком гурту.
23 червня 2022 року Fit for a King випустили сингл «Reaper» разом із супровідним музичним відео. 10 серпня гурт представив ще один сингл під назвою «End (The Other Side)» і відповідний кліп. Вони оголосили, що сьомий студійний альбом The Hell We Create вийде 28 жовтня 2022 року, а також оприлюднили обкладинку альбому та трек-лист. 8 вересня вийшов третій сингл «Falling Through the Sky» разом із кліпом. 13 жовтня, за два тижні до виходу альбому, гурт випустив четвертий і останній сингл «Times Like This» за участю Джонатана Вігіла з The Ghost Inside. 27 вересня 2023 року гурт оголосив, що сповільнить випуск альбомів, посилаючись на те, що хоче зосередитися на створенні «осмисленних альбомів». 12 січня 2024 року Fit for a King несподівано випустили новий сингл «Keeping Secrets» разом із музичним кліпом.

## Склад гурту
| Поточний склад - Боббі Ліндж — гітари, бек-вокал (з 2010) - Раян Кірбі — вокал (з 2014); екстрим-вокал (2010—2014) - Раян «Так» О'Лірі — бас, вокал (з 2014) - Деніел Гейлі — гітари, бек-вокал (з 2018) - Трей Селая — барабани (з 2021); гітари (гастрольний учасник 2018) | Колишні учасники - Джастін Джуно — бас (2007—2008) - Алекс Денфорт — екстрим-вокал (2007—2008) - Джед Мак-Ніл — клавішні (2007—2009) - Джаред Мак-Феррон — гітари (2007—2009) - Мейсон Вілсон — вокал (2008—2010); гітари (2008) - Аарон Декур — бас (2008—2011); гітари (2007—2008) - Джастін Гамра — гітари (2008—2013); бек-вокал (2008—2010) - Аарон «Олан» Кадура — бас, вокал (2011—2014) - Джаред Істерлінг — барабани (2007—2021); вокал (2007—2014) |

Шкала
Не вдається зібрати вхід EasyTimeline:

Timeline generation failed: 9 errors found

Line 6: TimeAxis = orientation: horizontal format: yyyy

- TimeAxis definition incomplete. No value specified for attribute 'orientation'.

Line 7: Legend = orientation: vertical position: bottom columns:4

- TimeAxis definition incomplete. No value specified for attribute 'horizontal'.

Line 8: ScaleMajor = increment:1 start:2007

- TimeAxis definition incomplete. No value specified for attribute 'format'.

Line 9: Colors =

- TimeAxis definition incomplete. No value specified for attribute 'yyyy'.

Line 10:   id:UV       value:claret      legend:Екстрим-вокал

- New command expected instead of data line (= line starting with spaces). Data line(s) ignored.

```
 

```

Line 21:   at:01/02/2008 color:Lines1 layer:back

- LineData  attribute 'color' invalid. Unknown color 'lines1'.

```
 Specify command 'Color' before this command.

```

Line 22:   at:23/01/2009 color:Lines1 layer:back

- LineData  attribute 'color' invalid. Unknown color 'lines1'.

```
 Specify command 'Color' before this command.

```

Line 25:   at:25/11/2013 color:Lines1 layer:back

- LineData  attribute 'color' invalid. Unknown color 'lines1'.

```
 Specify command 'Color' before this command.

```

Line 46: PlotData=

- PlotData invalid. No (valid) command 'TimeAxis' specified in previous lines.

## Дискографія

### Студійні альбоми
| Назва                | Деталі альбому                                                                             | Пікові позиції в чартах | Пікові позиції в чартах | Пікові позиції в чартах | Пікові позиції в чартах | Пікові позиції в чартах | Пікові позиції в чартах |
| Назва                | Деталі альбому                                                                             | US                      | US Christ               | US Rock                 | US Hard                 | US Heat                 | US Sales                |
| -------------------- | ------------------------------------------------------------------------------------------ | ----------------------- | ----------------------- | ----------------------- | ----------------------- | ----------------------- | ----------------------- |
| Descendants          | - Вийшов: 23 вересня 2011 - Лейбл: Випущений самостійно - Формат: CD, цифрове завантаження | —                       | 38                      | —                       | —                       | 8                       | —                       |
| Creation/Destruction | - Вийшов: 12 березня 2013 - Лейбл: Solid State - Формат: CD, цифрове завантаження, LP      | 175                     | 17                      | 43                      | 6                       | 3                       | —                       |
| Slave to Nothing     | - Вийшов: 14 жовтня 2014 - Лейбл: Solid State - Формат: CD, цифрове завантаження, LP       | 49                      | 3                       | 11                      | 3                       | —                       | 49                      |
| Deathgrip            | - Вийшов: 7 жовтня 2016 - Лейбл: Solid State - Формат: CD, цифрове завантаження, LP        | 71                      | 2                       | 18                      | 5                       | —                       | 32                      |
| Dark Skies           | - Вийшов: 14 вересня 2018 - Лейбл: Solid State - Формат: CD, цифрове завантаження, LP      | 69                      | 2                       | 6                       | 3                       | —                       | 13                      |
| The Path             | - Вийшов: 18 вересня 2020 - Лейбл: Solid State - Формат: CD, цифрове завантаження, LP      | 70                      | 1                       | 6                       | 2                       | —                       | 10                      |
| The Hell We Create   | - Вийшов: 28 жовтня 2022 - Лейбл: Solid State - Формат: CD, цифрове завантаження, LP       | —                       | 3                       | —                       | 12                      | —                       | 12                      |

### Мініальбоми
- Fit for a King (2008)
- Awaken the Vesper (2009)

### Сингли
| Рік  | Пісня                                                              | Альбом               |
| ---- | ------------------------------------------------------------------ | -------------------- |
| 2011 | «Ancient Waters»                                                   | Descendants          |
| 2013 | «Warpath»                                                          | Creation/Destruction |
| 2013 | «Bitter End»                                                       | Creation/Destruction |
| 2013 | «Hollow King (Sound of the End)»                                   | Creation/Destruction |
| 2013 | «Keep Me Alive»                                                    | Descendants          |
| 2014 | «A Greater Sense of Self»                                          | Slave to Nothing     |
| 2014 | «Young & Undeserving»                                              | Slave to Nothing     |
| 2014 | «Slave to Nothing» (за участі Метті Монтгомері з For Today)        | Slave to Nothing     |
| 2016 | «Pissed Off»                                                       | Deathgrip            |
| 2016 | «Cold Room»                                                        | Deathgrip            |
| 2016 | «Shadows & Echoes»                                                 | Deathgrip            |
| 2016 | «Dead Memory» (за участі Джейка Лура з August Burns Red)           | Deathgrip            |
| 2018 | «Tower of Pain»                                                    | Dark Skies           |
| 2018 | «The Price of Agony»                                               | Dark Skies           |
| 2018 | «Backbreaker»                                                      | Dark Skies           |
| 2018 | «When Everything Means Nothing»                                    | Dark Skies           |
| 2018 | «Oblivion»                                                         | Dark Skies           |
| 2020 | «Breaking the Mirror»                                              | The Path             |
| 2020 | «God of Fire» (за участі Рьо Кіношіти з Crystal Lake)              | The Path             |
| 2020 | «Locked (In My Head)»                                              | The Path             |
| 2020 | «Annihilation»                                                     | The Path             |
| 2022 | «Reaper»                                                           | The Hell We Create   |
| 2022 | «End (The Other Side)»                                             | The Hell We Create   |
| 2022 | «Falling Through the Sky»                                          | The Hell We Create   |
| 2022 | «Times Like This» (за участі Джонатана Віджила з The Ghost Inside) | The Hell We Create   |
| 2024 | «Keeping Secrets»                                                  | Non-album single     |

### Музичні кліпи
| Рік  | Назва                            | Режисер        | Альбом               |
| ---- | -------------------------------- | -------------- | -------------------- |
| 2011 | «Ancient Waters»                 | Unknown        | Descendants          |
| 2012 | «Descendants»                    | Unknown        | Descendants          |
| 2013 | «The Roots Within»               | Колбі Мур      | Descendants          |
| 2013 | «Hollow King (Sound of the End)» | Unknown        | Creation/Destruction |
| 2013 | «Keep Me Alive»                  | Unknown        | Descendants          |
| 2014 | «Slave to Nothing»               | Unknown        | Slave to Nothing     |
| 2014 | «Forever Unbroken»               | Unknown        | Slave to Nothing     |
| 2015 | «Impostor»                       | Unknown        | Slave to Nothing     |
| 2015 | «Hooked»                         | Unknown        | Slave to Nothing     |
| 2016 | «Dead Memory»                    | Unknown        | Deathgrip            |
| 2017 | «Deathgrip»                      | Unknown        | Deathgrip            |
| 2018 | «The Price of Agony»             | Unknown        | Dark Skies           |
| 2018 | «Oblivion»                       | Брейден Бакнер | Dark Skies           |
| 2019 | «When Everything Means Nothing»  | Кевін Джонсон  | Dark Skies           |
| 2020 | «Locked (In My Head)»            | Кевін Джонсон  | The Path             |
| 2020 | «The Path»                       | Unknown        | The Path             |
| 2022 | «Reaper»                         | Unknown        | The Hell We Create   |
| 2022 | «End (The Other Side)»           | Unknown        | The Hell We Create   |
| 2022 | «Falling Through the Sky»        | Unknown        | The Hell We Create   |
| 2022 | «Times Like This»                | Unknown        | The Hell We Create   |
| 2024 | «Keeping Secrets»                | Unknown        | Non-album single     |

### Співпраця
| Рік  | Пісня                                                | Альбом                                     | Виконавець               |
| ---- | ---------------------------------------------------- | ------------------------------------------ | ------------------------ |
| 2011 | «Muted Eyes, Deaf Voice» (за участі Раяна Кірбі)     | Muted Eyes, Deaf Voice                     | Flood Mercia             |
| 2013 | «Betrayed» (за участі Раяна Кірбі)                   | Testimony                                  | Yesterday as Today       |
| 2013 | «The Search, the Scheme» (за участі Раяна Кірбі)     | Non-album single                           | A Faylene Sky            |
| 2013 | «Rebuilt» (за участі Раяна Кірбі)                    | Reconstruction                             | Silence the Assembly     |
| 2013 | «Heart of Fire» (за участі Раяна Кірбі)              | Unworthy                                   | Convictions              |
| 2013 | «Blood Is Blood» (за участі Раяна Кірбі)             | Non-album single                           | My Only Hope             |
| 2014 | «Thicker Than Water» (за участі Раяна Кірбі)         | Non-album single                           | As We Walk               |
| 2014 | «Ego Trip» (за участі Раяна Кірбі)                   | Death Sentence                             | Those Who Fear           |
| 2014 | «Earth Gazer» (за участі Раяна Кірбі)                | Dreamcatchers                              | The Royal                |
| 2014 | «Worthless» (за участі Раяна Кірбі)                  | [II]                                       | Aphzelia                 |
| 2014 | «Martyrdom» (за участі Раяна Кірбі)                  | Facing the Unknown                         | From Heroes to Legends   |
| 2014 | «Elapsed Time: Real Life» (за участі Раяна Кірбі)    | Philosopher                                | The Betrayer's Judgement |
| 2015 | «Pathfinder» (за участі Раяна Кірбі)                 | Non-album single                           | Melrose                  |
| 2015 | «Safe Harbor» (за участі Раяна Кірбі)                | Stay Alive                                 | Her Echo                 |
| 2016 | «All That Talk» (за участі Раяна Кірбі)              | Lunar//Effect                              | Outer Glow               |
| 2016 | «Fearless» (за участі О'Лірі)                        | Sirona                                     | Sirona                   |
| 2016 | «Fame» (за участі Раяна Кірбі)                       | Pariah                                     | Glasslands               |
| 2016 | «Divinity» (за участі Раяна Кірбі)                   | Tides of Poseidon                          | Fighting the Phoenix     |
| 2016 | «Sin Incarnate» (за участі Раяна Кірбі)              | Our Penance                                | Nights of Malice         |
| 2016 | «Extinction» (за участі Раяна Кірбі)                 | Voyager                                    | Above Caelum             |
| 2016 | «System Failure» (за участі Раяна Кірбі)             | True Identity://Unclassified               | Sins of Sincerity        |
| 2016 | «Efeitos» (за участі Раяна Кірбі)                    | Do Que Somos Feitos                        | Sea Smile                |
| 2016 | «Broken Streets» (за участі Раяна Кірбі)             | Paramount                                  | It Lies Within           |
| 2016 | «The Nine» (за участі Раяна Кірбі)                   | Uprooted                                   | A World Extinct          |
| 2017 | «Obey» (за участі Раяна Кірбі)                       | Rapture                                    | Gallifrey Falls          |
| 2017 | «False God» (за участі Раяна Кірбі)                  | Symmetry                                   | Immortalis               |
| 2017 | «Problems» (за участі Раяна Кірбі)                   | Hopeless World                             | Returning His Crown      |
| 2017 | «Cold Skin» (за участі Раяна Кірбі)                  | In Dying Arms                              | In Dying Arms            |
| 2017 | «I Emerged» (за участі Раяна Кірбі)                  | Non-album single                           | Forged in the Storm      |
| 2017 | «The Remedy» (за участі Раяна Кірбі)                 | Polarize                                   | Aviana                   |
| 2017 | «Exodus» (за участі Раяна Кірбі)                     | Non-album single                           | Versus                   |
| 2017 | «Left Alone» (за участі Раяна Кірбі)                 | Exit Here                                  | Capital Vices            |
| 2018 | «Groundbreaker» (за участі Раяна Кірбі)              | Embers                                     | Sable Hills              |
| 2018 | «Judgement Day» (за участі Раяна Кірбі)              | Still Just Breathing                       | Set for the Fall         |
| 2018 | «The Storm» (за участі Раяна Кірбі)                  | Promises                                   | Sharks in Your Mouth     |
| 2019 | «Myra» (за участі Раяна Кірбі)                       | Guided                                     | Confessions of a Traitor |
| 2019 | «Mammon» (за участі Раяна Кірбі)                     | Relevance                                  | Frank Needs Help         |
| 2019 | «Effects» (за участі Раяна Кірбі)                    | Changes                                    | Sea Smile                |
| 2020 | «Hate Me» (за участі Раяна Кірбі)                    | Radiant Dark                               | If I Were You            |
| 2020 | «Carry the Weight» (за участі Раяна Кірбі)           | Non-album single                           | We Came as Romans        |
| 2020 | «Heathen» (за участі Раяна Кірбі)                    | Non-album single                           | The Hero and a Monster   |
| 2020 | «Words Dissolve» (за участі Раяна Кірбі)             | Fury by Failure                            | Lightworker              |
| 2021 | «Falling Apart» (за участі Раяна Кірбі)              | Non-album single                           | Hollow Front             |
| 2021 | «The Box» (за участі Брендона Селлера і Раяна Кірбі) | The Silver Scream 2: Welcome to Horrorwood | Ice Nine Kills           |
| 2021 | «Poor Millionaire» (за участі Раяна Кірбі)           | Leveler: 10th Anniversary Edition          | August Burns Red         |
| 2021 | «Provision» (за участі Раяна Кірбі)                  | Guardians of the Path                      | August Burns Red         |
| 2021 | «Defender» (за участі Раяна Кірбі)                   | Guardians of the Path                      | August Burns Red         |
| 2021 | «Trilogy» (за участі Раяна Кірбі)                    | Non-album single                           | Silent Planet            |